# Bur Pintu Rime Lung
Bur Pintu Rime Lung är ett berg i Indonesien.   Det ligger i provinsen Aceh, i den västra delen av landet, 1 500 km nordväst om huvudstaden Jakarta. Toppen på Bur Pintu Rime Lung är 1 580 meter över havet, eller 61 meter över den omgivande terrängen. Bredden vid basen är 1,2 km.
Terrängen runt Bur Pintu Rime Lung är huvudsakligen kuperad, men norrut är den bergig. Terrängen runt Bur Pintu Rime Lung sluttar västerut. Trakten runt Bur Pintu Rime Lung är nära nog obefolkad, med mindre än två invånare per kvadratkilometer. I omgivningarna runt Bur Pintu Rime Lung växer i huvudsak städsegrön lövskog.